# Shkelzën Doli
Shkelzën Doli, född 9 augusti 1971 i Elbasan i Albanien, är en albansk violinist bosatt i Wien.
Mellan år 1987 och 1991 studerade han vid musikskolan i Novi Sad under Jevgenija Tstjougajeva. 1989 vann han den jugoslaviska ungdomsmusikfestivalen i Sarajevo. 1992 började han studera vid  Hochschule für Musik und darstellende Kunst i Wien och sedan 1995 har han spelat med Wienerfilharmonikerna.